# Paul Gerhard Vogel
Paul Gerhard Vogel (Lipsia, 1915 – 13 dicembre 2014) è stato prigioniero nei campi di concentramento tedeschi durante la Seconda guerra mondiale a causa della propria omosessualità, considerata un crimine dal Partito Nazionalsocialista Tedesco dei Lavoratori.

## Biografia
Vogel si iscrisse in gioventù al partito comunista e venne arrestato una prima volta e segnalato alle autorità. Successivamente, dopo aver rifiutato di entrar a far parte della Hitler-Jugend, la gioventù hitleriana, come portabandiera, venne nuovamente arrestato e rilasciato in libertà vigilata.
Arrestato una terza volta con l'accusa di omosessualità, punita dal paragrafo 175 del codice penale tedesco, Vogel subì una condanna a sette anni di lavori forzati da scontare presso il campo di lavoro penale di Emsland, nei pressi del confine olandese, dove venne impiegato per l'estrazione di materiali dalle locali cave. Relativamente al periodo di Emsland, Vogel racconta:
(testimonianza di Vogel)
I prigionieri gay del campo, contraddistinti dal triangolo rosa, subirono le vessazioni anche degli altri prigionieri internati.
Dopo lo scoppio della Seconda guerra mondiale e la conquista della Norvegia da parte delle forze tedesche, Vogel vi venne inviato come lavoratore "schiavo" per la costruzione di una strada da Alta a Capo Nord e costretto a spalare scalzo la neve durante i lavori di costruzione.
Vogel riuscì a sopravvivere fino al termine del conflitto e si vide negare dal governo tedesco postbellico le richieste di risarcimento che aveva inoltrato. Nel 1992 Vogel  venne intervistato, insieme ad altri omosessuali sopravvissuti, nel documentario tedesco We Were Marked with a Big A, diretto da Joseph Weishaupt e Elke Jeanron.